# شعبة رغب (محوت)
شعبة رغب منطقة سكنية تقع في ولاية محوت، التابعة لمحافظة الوسطى في سلطنة عمان. يقدر عدد سكانها بـ 236 نسمة حسب إحصاء عام 2010 التابع للمركز الوطني للإحصاء والمعلومات الحكومي. رمز المنطقة هو 110230780.

## الوصلات الخارجية
- المركز الوطني للإحصاء والمعلومات، سلطنة عمان